# El Mirador
El Mirador (spansk: Udsigtspunktet eller udsigten) er en større præklassisk mayalokalitet i det nordlige Guatemala. Den blev forladt i ca. 200 e.Kr. og genopdaget i 1926.
Den Amerikanske Arkæolog Richard D. Hansen mener, at området kan være det tidligste eksempel på en centraliseret stat i Mellemamerika.